# Rattle That Lock (песня)
Rattle That Lock — сингл британского гитариста и певца Дэвида Гилмора, выпущенный в июле 2015 года. Музыка написана Дэвидом Гилмором, а слова — Полли Сэмсон. При этом Гилмор использовал мелодию, написанную французским композитором Михаэлем Бумендилем, который значится соавтором песни.

## История песни
Вдохновением для написания музыки послужил джингл, который предваряет объявления французской железнодорожной компании SNCF. Дэвид записал его на свой iPhone на станции Экс-ан-Прованс, когда навещал друзей в Провансе и использовал как семпл. Когда он позвонил автору, французскому композитору Михаэлю Бумендилю, тот не поверил звонку, приняв его за розыгрыш.
Текст написала жена Гилмора, Полли Сэмсон. Вдохновением ей послужила вторая книга Потерянного рая Джона Милтона.
В записи песни принял участие и «Хор свободы» (Liberty Choir), где помимо профессиональных вокалистов спели семь бывших заключённых из лондонской тюрьмы Уандсворт. В этой тюрьме в 2011 году провёл четыре месяца приёмный сын Гилмора Чарли, сын Полли. Дэвид заявил: «Опыт Чарли повлиял на нас и заставил узнать больше о британской тюремной системе. А также заставил задуматься, можем ли мы лично что-то сделать для улучшения состояния заключенных и их реабилитации. Мы стали частью полезной инициативы и надеемся, что наш пример вдохновит других».
Дэвид и Полли пожертвовали деньги на содержание хора. Благодаря их участию Liberty Choir перезапустил свой сайт. Звездные супруги заверили, что их благотворительный фонд будет и дальше помогать финансированием. Также они выразили надежду на расширение списка тюрем, занимающихся подобной реабилитацией.
Песня «Rattle That Lock» была первой песней с альбома, попавшей в эфир. Это произошло 17 июля 2015 года на BBC Radio 2 в программе The Chris Evans Breakfast Show. Сингл стал доступен для цифровой загрузки немедленно после этого.
3 августа 2015 года BBC Radio 2 сделало «Rattle That Lock» своей записью недели (Record of the Week), что давало гарантию того что песня будет исполняться по меньшей мере раз в сутки.

## Музыканты
- David Gilmour — основной вокал, гитары; клавишные, орган Хаммонда
- Michaël Boumendil — SNCF-джингл
- Steve DiStanislao — drums; percussion; backing vocals
- The Liberty Choir — вокал
- Phil Manzanera — орган Хаммонда; keyboard elements
- Louise Marshall — бэк-вокал
- Mica Paris — бэк-вокал
- Guy Pratt — бас-гитара
- Yaron Stavi — бас-гитара, double bass, backing vocals